# Gallotia atlantica
Espèce
Synonymes
- Lacerta atlantica Peters & Doria, 1882
- Gallotia atlantica delibesi Castroviejo, Mateo & Collado, 1985
- Gallotia atlantica ibagnezi Castroviejo, Mateo & Collado, 1985
- Gallotia atlantica laurae Castroviejo, Mateo & Collado, 1985

Statut de conservation UICN

 LC  : Préoccupation mineure
Gallotia atlantica est une espèce de sauriens de la famille des Lacertidae.

## Répartition

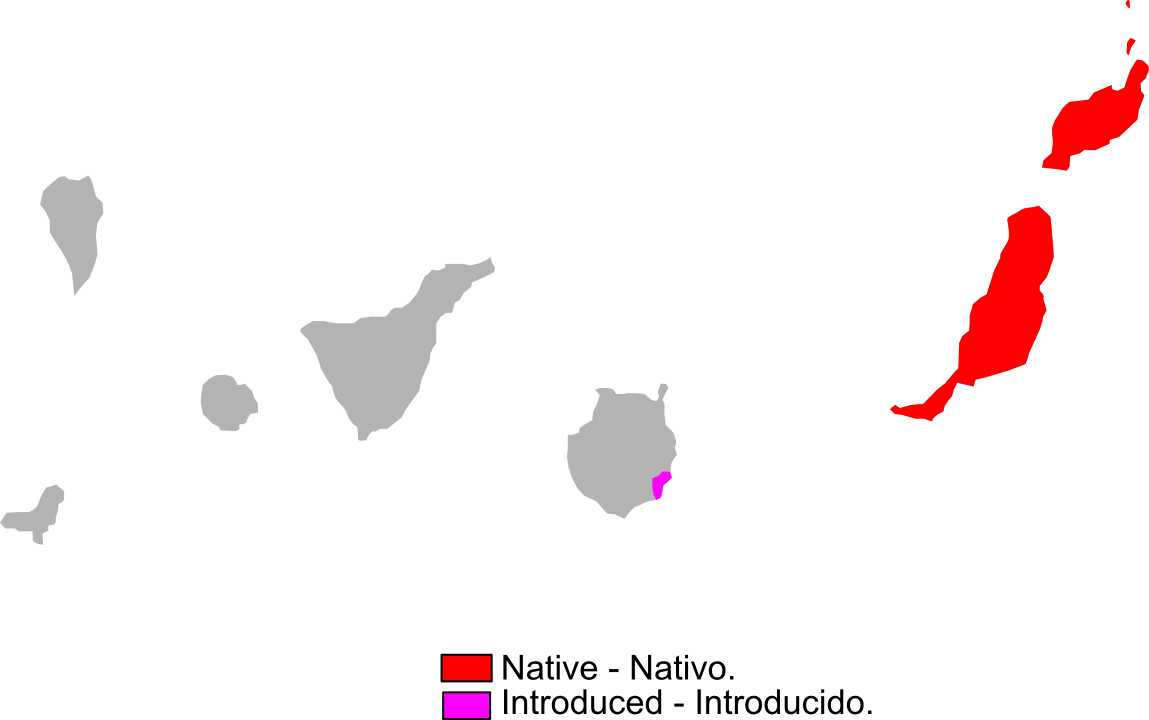
Distribution

Cette espèce est endémique des îles Canaries. Elle se rencontre à Lanzarote, à Fuerteventura, à Los Lobos et dans l'archipel de Chinijo.
Elle a été introduite à la Grande Canarie.

## Description

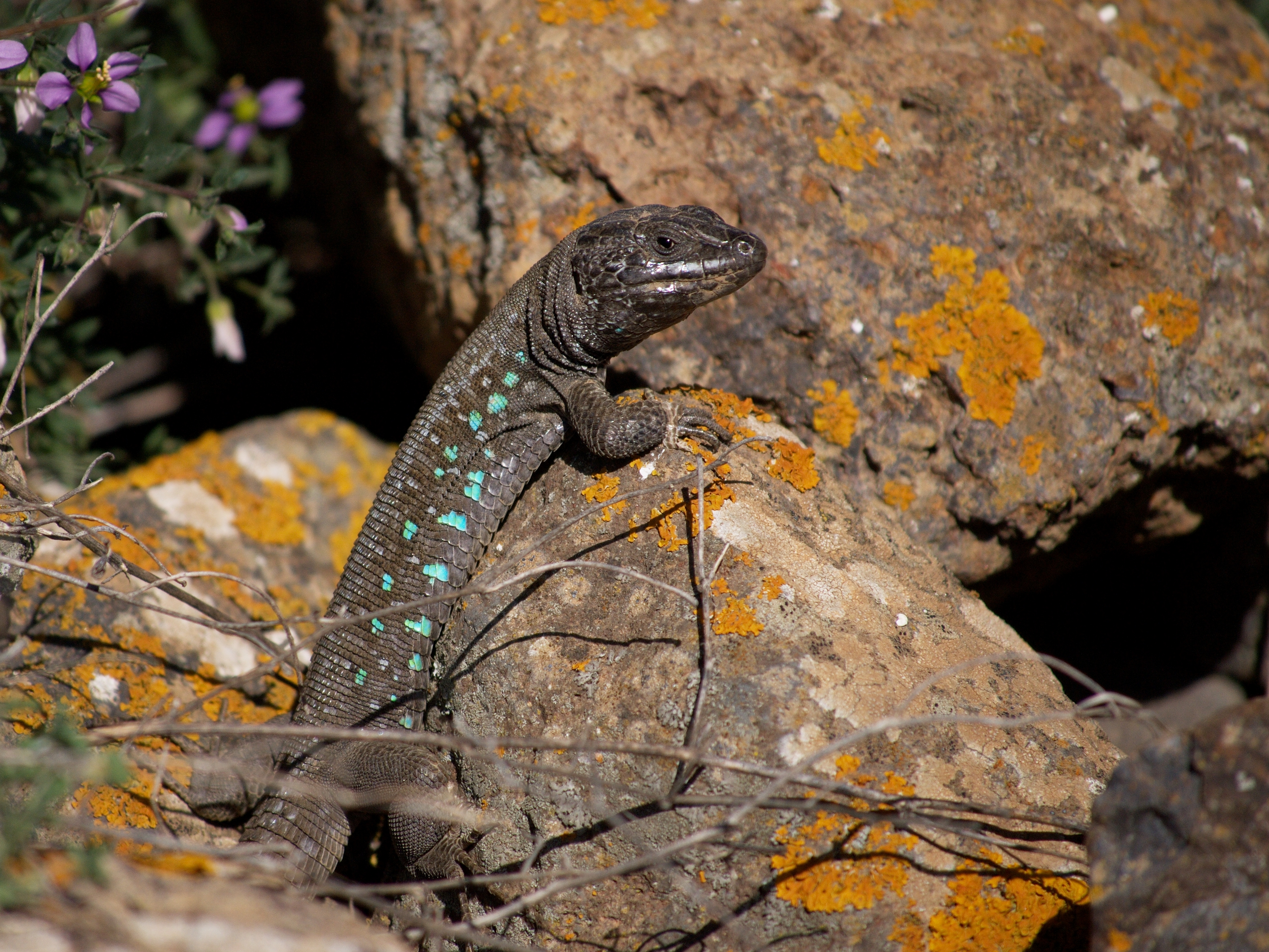
Gallotia atlantica

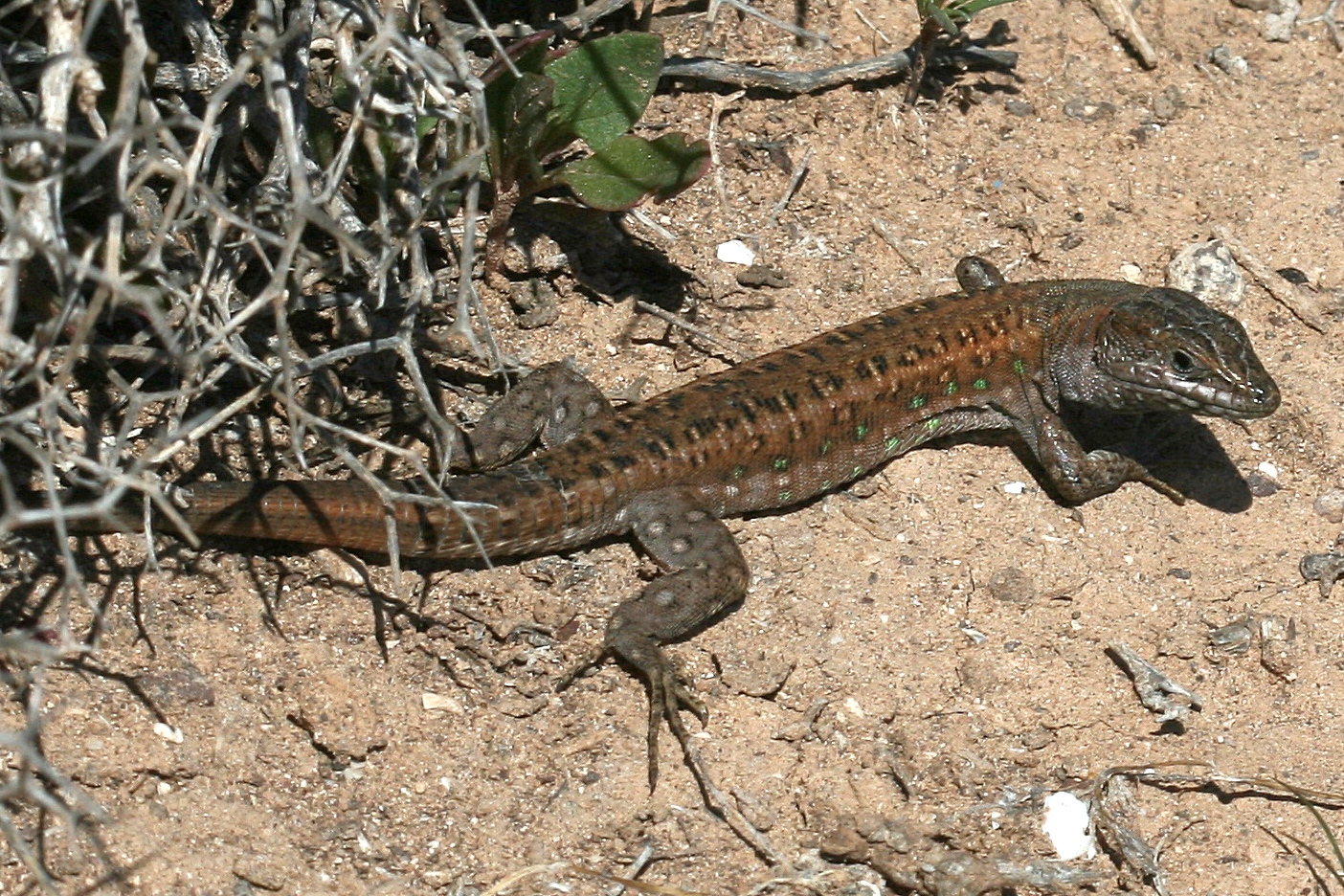
Gallotia atlantica

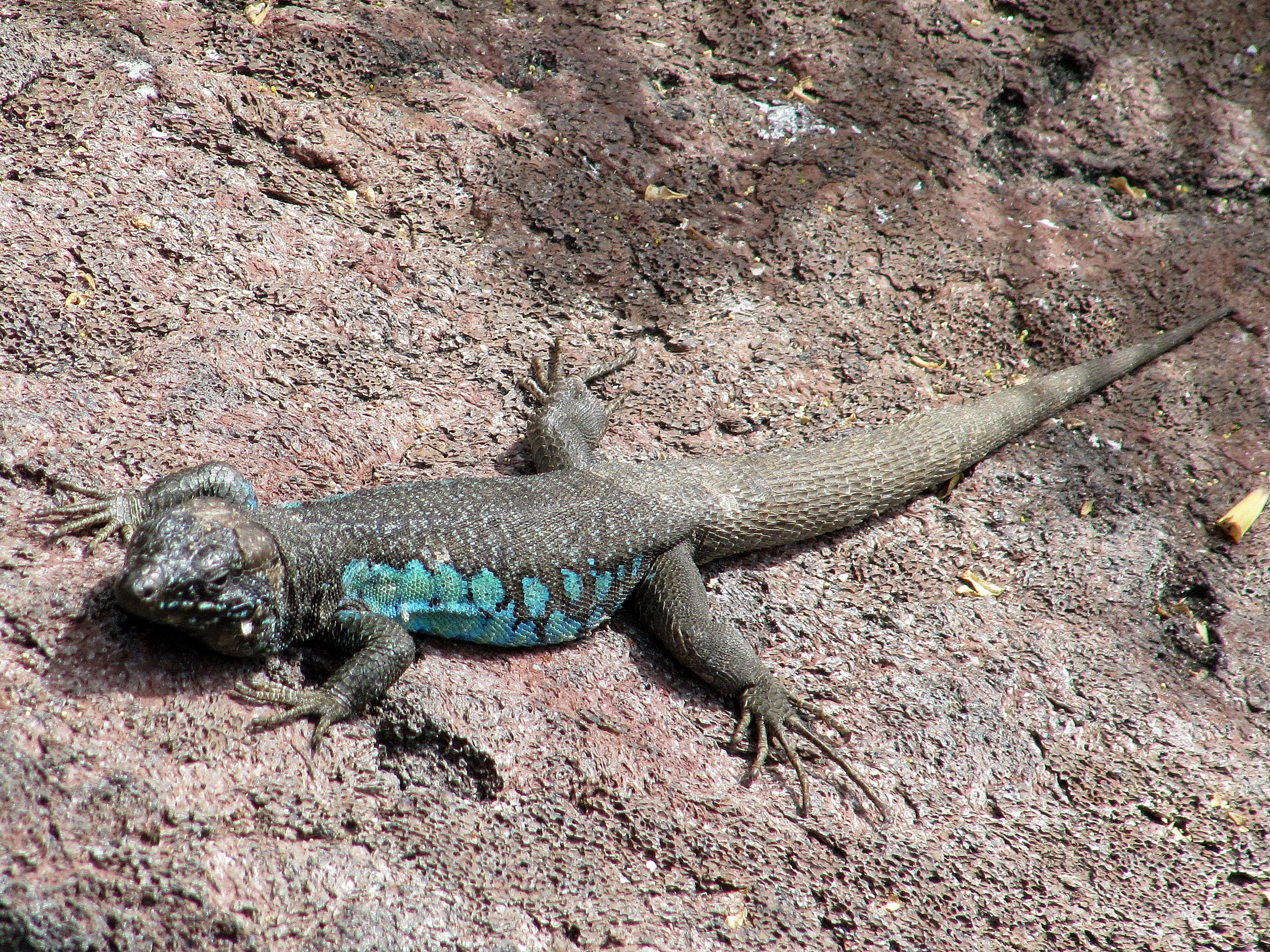
Gallotia atlantica

Gallotia atlantica mesure environ 145 mm dont 80 mm de queue.

## Liste des sous-espèces
Selon The Reptile Database (22 janvier 2012) :
- Gallotia atlantica atlantica (Peters & Doria, 1882) de Lanzarote
- Gallotia atlantica mahoratae Bischoff, 1985 de Fuerteventura et Los Lobos ; introduit à la Grande Canarie

## Taxinomie
Les sous-espèces Gallotia atlantica ibagnezi et Gallotia atlantica laurae, ont été placées en synonymie avec Gallotia atlantica atlantica et Gallotia atlantica delibesi avec Gallotia atlantica mahoratae par Sindago et Jeremcenko en 2008.

## Publications originales
- Peters & Doria, 1882 : Note erpetologiche e descrizione di una nuova specie di Lacerta delle Isole Canarie. Annali del Museo civico di storia naturale di Genova, ser. 1, vol. 18, p. 431-434 (texte intégral).
- Bischoff, 1985 : Die Herpetofauna der Kanarischen Inseln. IV. Die Atlantische Eidechse, Gallotia atlantica (PETES & DORIA 1882). Herpetofauna, vol. 7, no 37, p. 15-24 (texte intégral).